# Przewalskipaard

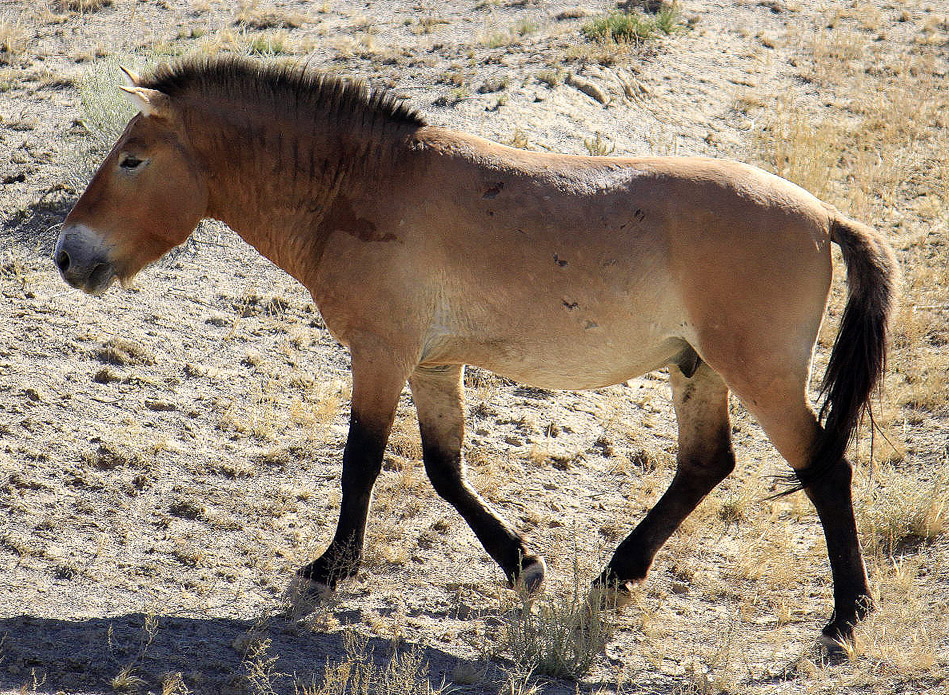
Przewalskipaard in Mongolië

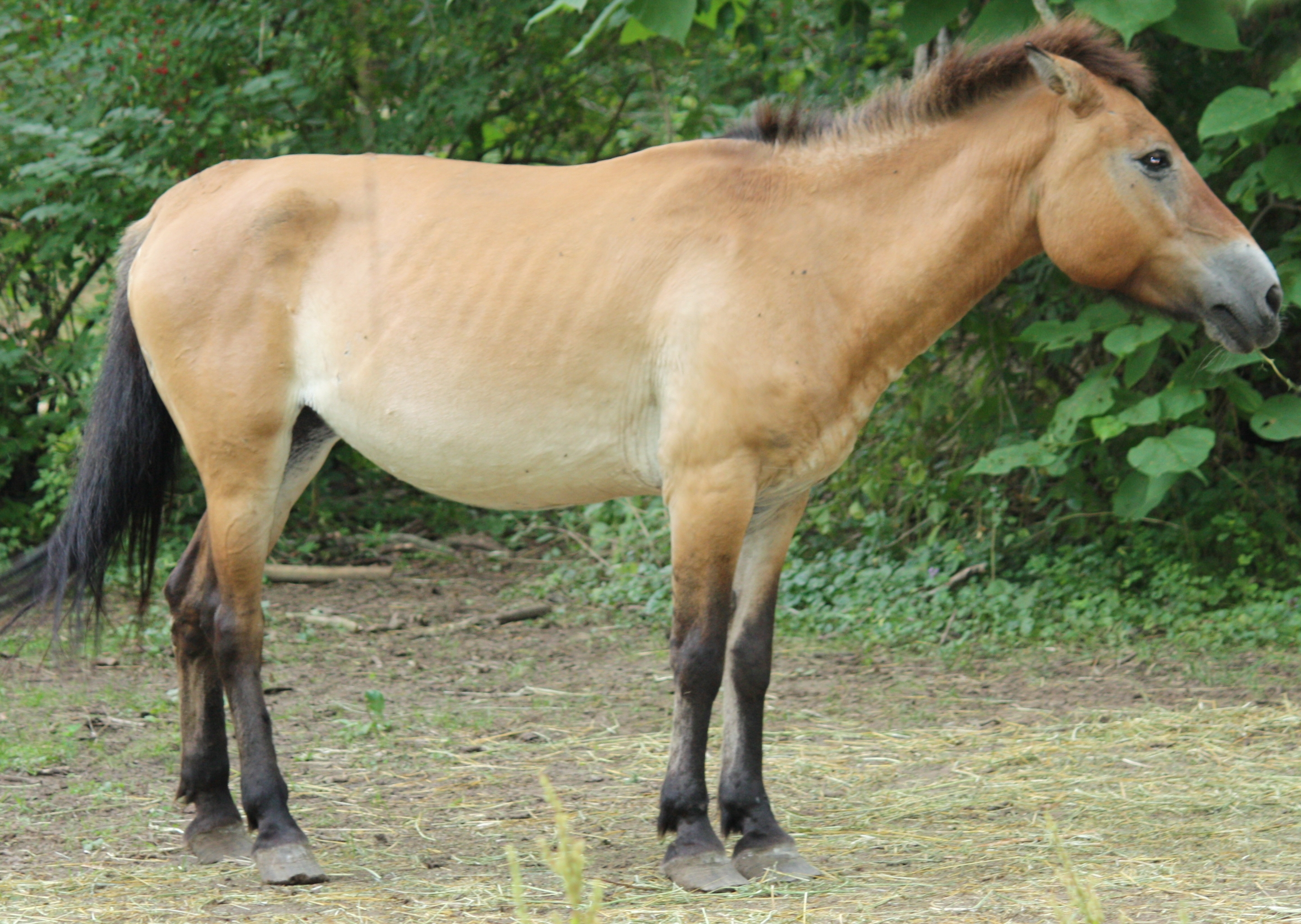
Przewalskipaard in Michigan

Het przewalskipaard (spreek uit: "psjevalskipaard") (Equus ferus przewalskii) is een ondersoort van het wild paard (Equus ferus), dat in 1967 voor het laatst in het wild gezien werd in Mongolië. De Mongoolse naam van het ras is Takhi (cyrillisch: "Тахь", uitspraak: tech).

## Kenmerken
- korte, sterke benen
- kleur: 's zomers isabel, 's winters donkerder
- rechtopstaande manen
- 66 chromosomen (gewone paarden hebben 64, kruisen is echter mogelijk)
- lijken op fjorden en koniks
- sterk, breed en groot hoofd

## Voortplanting
Na een draagtijd van 333 tot 345 dagen (ongeveer een jaar) wordt een veulen geboren.

## Naamgeving
In 1878 werd dit dier ontdekt door de Russische kolonel Nikolaj Przjevalski (Russisch: Николай Михайлович Пржевальский). Het werd naar hem genoemd: L.S. Poljakov, die concludeerde dat dit dier een wilde paardensoort was, gaf het de officiële wetenschappelijke naam Equus przewalski (Poljakov 1881). Later werd de officiële naam Equus ferus przewalskii (Poljakov 1881).

## Geschiedenis

### Prehistorische geschiedenis
Het przewalskipaard splitste zich 38.000 tot 72.000 jaar geleden af van de moderne tamme paardenrassen en heeft ook geen inmenging van deze tamme paarden. Recent DNA-onderzoek wijst uit dat de soort niet echt wild was, maar afstamt van de vroege gedomesticeerde paarden van de Botajcultuur.

### Recente geschiedenis
Het przewalskipaard als in het wild voorkomende soort raakte rond 1960 uitgestorven. Omdat er rond 1900 een aantal veulens gevangen was bleef er in dierentuinen een populatie in aanwezig waarmee gefokt kon worden. De stamboom van alle nu levende przewalskipaarden is terug te voeren op een beginaantal van dertien dieren.
Wanneer inteelt zozeer deel is van een soort, moet er op basis van een stamboek zo snel mogelijk een groot aantal dieren gefokt worden, waarna het mogelijk wordt om dieren verder uit te selecteren.
In 1977 waren wereldwijd driehonderd dieren. Er werd een stamboek opgericht en diverse geselecteerde bloedlijnen werden samengebracht, hetgeen resulteerde in gezondere nakomelingen. In 1997 waren er 1450 dieren. Dieren uit Europese dierentuinen werden in onder andere Natuurpark Lelystad ondergebracht. Andere gebieden met in de natuur verblijvende kleine kuddes van przewalskipaarden waren de Noorderheide in Noord-Holland, de Ooijpolder in Gelderland en de Goudplaat in Zeeland. In Duitsland werden de paarden onder andere uitgezet in natuurgebieden in Klosterwalde bij Templin en Meppen. Vanuit deze plekken werd geprobeerd de soort opnieuw in haar herkomstgebied in Mongolië te introduceren.
Herintroductie in Nationaal Park Hustain Nuruu in Mongolië vond plaats in 1991. Om de twee jaar werden zestien dieren vrijgelaten in dit 60.000 ha grote gebied. Een extreme winter in 2001-2002 eiste het leven van twintig van de zestig toen aanwezige dieren.
In 1996 beschouwde de IUCN de soort Equus ferus - waarvan het przewalskipaard de enige vertegenwoordiger is - als uitgestorven, in 2008 'kritiek' en sinds 2011 'bedreigd'.
In 2020 wist de San Diego Zoo in het Amerikaanse San Diego een przewalskipaard te klonen uit genetisch materiaal, dat al veertig jaar lang ingevroren was. Het genetische materiaal dat in 1980 van een soortgenoot was afgenomen, was daartoe in een donoreicel gestopt. Die eicel werd vervolgens bij een gewone merrie ingebracht, waarna het uitgroeide tot een veulen. Dit veulen, geboren in augustus 2020, is Kurt genoemd, naar een van de oprichters van de Frozen Zoo van San Diego.
In 2024 werden zeven przewalskipaarden, afkomstig uit dierentuinen, uitgezet in de Kazachse Steppe. De paarden waren eerst maandenlang samengehouden in de Berlijnse Zoo en toen vanuit Praag overgevlogen naar Kazachstan. De Praagse dierentuin coördineerde dit herintroductieprogramma.

## Uitspraak en schrijfwijze
Het tongbreekprobleem met de 'prz'-combinatie is veroorzaakt door het feit dat de schrijfwijze is overgenomen van de wijze waarop Przewalski in het Pools wordt geschreven en niet de uitspraak. In het Pools wordt de 'rz' als 'j' in journalist uitgesproken. De 'w' vervolgens als 'v'. De Poolse uitspraak van przewalskipaard is dus pjevalskipaard. De 'r' is dus niet hoorbaar en dat vergemakkelijkt het uitspreken aanzienlijk. De kolonel, naar wie deze ondersoort genoemd is, Nikolaj Przewalski, was weliswaar een Russische kolonel, maar behoorde tot een Poolse familie die naar Rusland was geëmigreerd.
In 1990 kwam przewalskipaard voor in het Groot Dictee der Nederlandse Taal en in 2013 przewalskipaardenmiddel.